# Aynur Aydın
Aynur Aydın (Munique, Alemanha Ocidental, 15 de dezembro de 1985) é uma cantautora turca.

## Carreira
Aydın nasceu em Munique, Alemanha Ocidental, filha de pais turcos, em 15 de dezembro de 1985. Começou a cantar com a idade de 10 anos e teve suas primeiras experiências em teatro durante a sua infância e juventude. Aos 18 anos, a fim de melhorar suas habilidades de canto, começou a fazer teatro. No ano de 2000, entrou para uma banda chamada Sürpriz e gravaram seu primeiro álbum em Istambul. Depois que a  Sürpriz se desfez, juntou-se ao grupo Tagtraeumer e tentaram representar a Alemanha no festival Eurovisão da canção 2003 com sua canção "Mükemmel Dünya Için".
Seu primeiro álbum foi gravado no Cosmos Studio. As músicas foram combinadas no álbum12 Çeşit A A - 12 ways to A, A e compostas por escritas por Aşkın Atum, Fettah Can, Günay Çoban, Suleiman Yüksel, Nihan Özen e pela própria Aydın. O primeiro vídeo foi filmado para "Yenildim Daima" e depois o vídeo de "DNA", versão em inglês da mesma canção. O segundo vídeo foi filmado para a canção "Measure Up" e a sua versão turca "Yanı Başıma". Em seguida, tomou parte no projeto de Erdem Kınay e cantou a música "Işporta". Em julho de 2012, o vídeo da música foi filmado na Bélgica e dirigido por Şenol Korkmaz.
Em abril de 2016, o seu segundo álbum de estúdio Emanet Beden com as músicas "Günah Sevap" e "Bi Dakika" atingiram o número 3 em gráficos de música turca. Em dezembro de 2017, lançou o single "Bana Aşk Ver", junto a Turaç Berkay Özer. Desde 2017, ela continuou sua carreira lançando os singles "Salla" (2018),  "Düşüne Düşüne" (2019) e "Gel Güzelim" (2019).

## Discografia

### Álbuns
- 12 Çeşit A A - 12 Maneiras de A, A (2011)
- Emanet Beden (2016)[11][12]

### Singles
- "A Vida Continua" (2013)
- "Günah Sevap" (2015)
- "Bi Dakika" (2016)
- "Bana Aşk Ver" (2017
- "Salla" (2018)
- "Düşüne Düşüne" (2019)
- "Gel Güzelim" (2019)
- "Yağdır" (feat. Damla Yıldız) (2020)

### Vídeos Musicais
- Yenildim Daima" / "DNA" (2011)
- "Yanı Başıma" / "Measure Up" (2012)
- "İşporta" (featuring Erdem Kınay) (2012)
- "Ayrılıklar Mevsimi" / "Better" (2012)
- "Nolur Gitme" / "Stay" (2013)
- "Life Goes On" (2013)
- "Günah Sevap" (2015)
- "Bi Dakika" (2016)
- "Damla Damla" (2016)
- "Anlatma Bana" (2017)
- "Bana Aşk Ver" (2017)
- "Salla" (2018)
- "Düşüne Düşüne" (2019)
- "Gel Güzelim" (2019)
- "Yağdır" (featuring Damla Yıldız) (2020)
- "Diğer Yarın" (2020)

## Prêmios e nomeações
| Ano  | Trabalho             | Prémio                                           | Categoria                                                                                | Resultado | Fonte  |
| ---- | -------------------- | ------------------------------------------------ | ---------------------------------------------------------------------------------------- | --------- | ------ |
| 2012 | Aynur Aydin          | Kral TV Video Music Awards                       | Melhor Artista Feminina                                                                  | Indicado  | [ 13 ] |
| 2012 | "Yenildim Daima"     | Kral TV Video Music Awards                       | Melhor Vídeo Musical do Ano                                                              | Indicado  |        |
| 2012 | 12 Çeşit A, A, A     | Magazin Associação de Jornalistas                | Magazin Associação de Jornalistas Prêmio Especial 2011-2012 Melhor Nova Artista Feminina | Venceu    | [ 14 ] |
| 2012 | 12 Çeşit A, A, A     | Revista Política                                 | Melhor Artista Feminina                                                                  | Venceu    | [ 15 ] |
| 2013 | 12 Çeşit A, A, A     | OMÜ Prêmios de Mídia                             | Melhor Artista Feminina                                                                  | Venceu    | [ 16 ] |
| 2013 | 12 Çeşit A, A, A     | Düzce University 1st Media Awards                | Melhor Artista Feminina                                                                  | Venceu    | [ 17 ] |
| 2013 | "Ayrılıklar Mevsimi" | Prêmios de Música Turquia                        | Melhor Vídeo Musical do Ano                                                              | Indicado  | [ 18 ] |
| 2013 | Aynur Aydin          | Prêmios Borboleta De Ouro                        | Melhor Nova Artista do Ano                                                               | Venceu    | [ 19 ] |
| 2015 | Aynur Aydin          | 1st Gossip Time End of the Year Awards           | Melhor Artista Feminina                                                                  | Venceu    | [ 20 ] |
| 2015 | "Günah Sevap"        | 1st Gossip Time End of the Year Awards           | Melhor Solista                                                                           | Venceu    |        |
| 2015 | "Günah Sevap"        | 1st Gossip Time End of the Year Awards           | Melhor Vídeo Musical                                                                     | Venceu    |        |
| 2016 | "Günah Sevap"        | 29th International Consumer Safety Summit Awards | Melhor Solista                                                                           | Venceu    | [ 21 ] |